# جوناثان تشيفر
جوناثان تشيفر (بالإنجليزية: Jonathan Cheever)‏ هو متزلج على الثلوج أمريكي، ولد في 17 أبريل 1985 في بوسطن في الولايات المتحدة.

## وصلات خارجية
- جوناثان تشيفر على موقع الاتحاد الدولي للتزلج (ركوب لوح الثلج) (الإنجليزية)
- جوناثان تشيفر على موقع اللجنة الأولمبية الدولية (الإنجليزية)
- جوناثان تشيفر على موقع أوليمبيديا (الإنجليزية)
- جوناثان تشيفر على موقع اللجنة الأولمبية والبارالمبية الأمريكية (الإنجليزية)
- جوناثان تشيفر على موقع ألعاب إكس (مؤرشف) (الإنجليزية)